# Fier (prefectuur)
Fier (Albanees: Qarku i Fierit) is een van de 12 prefecturen van Albanië. De hoofdstad van de prefectuur is Fier.

## Bevolking
De prefectuur Fier heeft de op een na grootste bevolking van alle prefecturen in Albanië. Op 1 januari 2018 telt de prefectuur Fier zo'n 298.144 inwoners. In 1989, voor de val van het communisme, woonden er nog 379.342 mensen in de prefectuur Fier.

#### Religie
De islam is de grootste religie in prefectuur Fier: 48,50 procent van de bevolking behoort tot de islam.
Een grote minderheid behoort tot de Albanees-Orthodoxe Kerk: zij vormen 13,76 procent van de bevolking. In de plaatsen Libofshë en Krutje is zelfs de meerderheid van de bevolking orthodox (56,69 en 55,16 procent respectievelijk). In de plaatsen Gradishtë (44,87 procent), Topojë (43,69 procent), Allkaj (38,48 procent), Divjakë (38,38 procent), Bubullimë (34,12 procent) en Kolonjë (33,00 procent) woont ook een significante minderheid die tot de Albanees-Orthodoxe Kerk behoort.

### Bestuurlijke indeling
De prefectuur is ingedeeld in zes steden (bashkia) na de gemeentelijke herinrichting van 2015:
Divjakë • Fier • Lushnjë • Mallakastër • Patos • Roskovec.
Berat · Dibër · Durrës · Elbasan · Fier · Gjirokastër · Korçë · Kukës · Lezhë · Shkodër · Tirana · Vlorë

Deelgemeenten · Gemeenten · Prefecturen